# Vincent Jérôme
Vincent Jérôme (Château-Gontier, Mayenne, País del Loira, 26 de novembre de 1984) és un ciclista francès, professional des del 2006 fins al 2015.
En el seu palmarès destaca la victòria a la Tro Bro Leon de 2011.

## Palmarès
- 2004
  - 1r a la París-Tours sub23
- 2007
  - 1r al Tour de Doubs
- 2011
  - 1r a la Tro Bro Leon

### Resultats a la Volta a Espanya
- 2007. 113è de la classificació general
- 2008. 76è de la classificació general
- 2009. Abandona (8a etapa)
- 2010. 94è de la classificació general
- 2014. 91è de la classificació general

### Resultats al Tour de França
- 2011. 155è de la classificació general
- 2012. Abandona (15a etapa)